# Liste von Rathäusern in Dresden
In der Liste von Rathäusern in Dresden sind die Rathäuser (Stadthäuser) bzw. Gemeindeämter aufgeführt, die sich in der Stadt Dresden befinden. Die Liste orientiert sich an der Kategorie:Stadtteil von Dresden, nicht an der Liste der Gemarkungen von Dresden, da es z. B. Stadthäuser in Stadtteilen gibt, denen keine Gemarkung zugeordnet ist, wie das Stadthaus Johannstadt.
Auf der Grundlage der Sächsischen Verfassung von 1831 wurde das Ende der z. T. aus dem Mittelalter bestehenden Lehnsverbände und Rittergutsherrschaften durch Gesetze von 1832 und 1835 eingeleitet. Auf der Grundlage der Sächsischen Landgemeindeordnung von 1838 wurden erstmals Gemeindevorsteher und Gemeindeältester, d. h. eine eigene Gemeindeselbstverwaltung eingeführt; sie schaffte vor allem die inzwischen nicht mehr überschaubare Fülle von Gerichtsbarkeiten ab. Die Landgemeindeordnung selbst trat am 1. Mai 1839 in Kraft, bis dahin fanden die Wahlen zu mindestens einem Gemeindevorsteher und einem Gemeindeältesten statt (bei besonders kleinen Gemeinden), sonst über den Weg von Gemeindeausschusspersonen, die aus ihrer Mitte wiederum die Personen des Gemeindevorstandes und des Gemeindeältesten wählten.
Die Verwaltung der Gemeinde war zunächst in den Landgemeinden so organisiert, dass sie in der Regel direkt beim Gemeindevorstand angesiedelt war, d. h. in dessen Räumen in seinem Haus, und so auch bei einem personellen Wechsel von dem früheren zu dem neugewählten Gemeindevorstand mit umzog.
Die gewachsenen Einwohnerzahlen im Dresdner Umland führten daher nicht nur zu einem anwachsenden Verwaltungsaufwand, durch verschiedene Revisionen des Gesetzes von 1838 wurden den ländlichen Gemeinden immer mehr Verwaltungsaufgaben übertragen, die ab ca. 1885/1890 zu Diskussionen über geeignete (eigene) Verwaltungsstandorte in den Gemeinden führte. Auch die Stadt Dresden selbst konnte ihre Aufgaben nicht mehr in einem einzigen Rathaus erledigen: Dafür wurden die Stadthäuser errichtet, in denen Teile der Verwaltungsaufgaben erledigt wurden, denen jedoch keine eigene Gemeindevertretung zugeordnet war.
Zur Dresdner Einteilung gibt Schumann an:
- Rathaus: Sitz der Gemeindeverwaltung und Sitzungssaal der Gemeindevertretung (Ausschüsse, Gemeinderat)
- Stadthaus: Reiner Verwaltungssitz ohne Anbindung an die Gemeindevertretung
- Gemeindeamt: Verwaltungssitz in einer Landgemeinde ohne Beratungs-/Sitzungsraum oder Sitzungsräume der Gemeindevertretung

und seinerseits zu bedenken, dass diese – einfache – Aufteilung, so im Einzelfall nicht zutrifft, da diese Bezeichnungen ausgesprochen uneinheitlich gehandhabt wurden, und zu deren Verwendung es auch keine Kriterien gab oder gibt: So wurde für das – nach dieser Definition – Gemeindeamt in Pillnitz die Bezeichnung Rathaus Pillnitz gewählt (wohl aus repräsentativen Gründen), während das nach dieser Definition vollgültige Rathaus Wachwitz bis zur Eingemeindung von Wachwitz nach Dresden (1930) nie anders, denn als Gemeindeamt bezeichnet wurde. Die Liste unterscheidet im genannten Sinn in der Spalte Name daher nur Rathaus im Sinne von Gemeindeamt oder Rathaus, gleichgültig wie das Gebäude selbst bezeichnet wurde, und Stadthaus als reiner Verwaltungssitz.
In den weitaus meisten Fällen der Gemeinden folgte die Form nicht der Funktion: Repräsentative Gebäude, die auch vom Selbstbewusstsein der jeweiligen Gemeinden künden, wie die Rathäuser von Cotta, Löbtau (zerstört), Pieschen, Leuben oder Plauen gibt es zwar einige, ihnen stehen aber viele, zumeist einfache, zum Teil sogar schmucklose Gebäude gegenüber, die problemlos z. B. als Wohngebäude – nach Aufgabe der Selbständigkeit der jeweiligen Gemeinden – weitergenutzt wurden: Als besonderes Beispiel steht hierfür das Gemeindeamt (hier als Rathaus geführt) von Stetzsch, dessen frühere Funktion vom heutigen Gebäude ausgehend architektonisch nicht mehr ablesbar ist (und wohl auch nicht gewollt war); sie lässt sich hier, wie in anderen Fällen, nur noch historisch (für Stetzsch: Bauakten, historische Ansichten) erschließen.
Zu einer Anzahl von Stadtteilen ist ein Gemeindeamt derzeit nicht bekannt, in vielen Fällen sind sie wohl nur durch spezielle Publikationen erschließbar (z. B. Ortschroniken) und derzeit noch offen.

## Legende
- Bild: Zeigt ein Bild des Rathauses.
- Name: Nennt den Stadtteil mit Zusatz Rathaus. Davon abgewichen wird nur bei den zentralen Rathäusern Dresdens. Die Grundsortierung der Liste erfolgt nach dem Namen des Rathauses.
- Adresse: Nennt Straße und, sofern vorhanden, Hausnummer des Rat- bzw. Stadthauses. Der Link „Lage“ gibt die Koordinaten des Gebäudes an und führt zur Kartendarstellung.
- Nutzungsbeginn: Gibt das Jahr des Nutzungsbeginns als Rathaus an. Eine etwa frühere Errichtung des Gebäudes ist in Beschreibung vermerkt.
- Beschreibung: Nennt bauliche bzw. geschichtliche Einzelheiten des jeweiligen Gebäudes.

## Liste der Rathäuser
| Bild | Name des Rathauses              | Adresse des Rathauses            | Nutzungs- beginn | Beschreibung |
| ---- | ------------------------------- | -------------------------------- | ---------------- | --- |
|      | Altes Rathaus I                 | (Altmarkt-Nordwestecke) (Lage)   | 1380             | erste urkundliche Erwähnung als „Rathaus“ 1380, Forschung geht davon aus, dass eine Nutzung des damaligen Gewandhauses bereits ab 1295 für die städtische Verwaltung erfolgte. 1707 abgebrochen, archäologische Fundamentfunde 2007/2008 mit Bestätigung des historischen Platzes. |
|      | Rathaus im Beuchlingschen Haus  |                                  | 1707             | Das Beuchlingsche Haus an der Ecke der Schreibergasse rechts, wurde von 1707 bis 1709 als Rathaus genutzt, als Zwischennutzung wird es offiziell nicht mitgezählt. |
|      | Altes Rathaus II                | Altmarkt (Lage)                  | 1709             | „Altstädter Rathaus“ oder „Das zweite Dresdner Rathaus“, ab 1709 genutztes gräflich Taubisches Haus, 1741–1745 Abriss-Neubau gemeinsam mit dem in der Scheffelgasse angrenzenden Leporinischen Haus, Ausbildung einer gemeinsamen Fassade mit dem am Altmarkt angrenzenden Döringschen Haus (ebenfalls Abriss-Neubau), 1861 Erwerb des (ehemals) Döringschen Hauses und Komplettumbau als Verwaltungssitz bis 1865, ab 1910 als „Altes Rathaus“ bezeichnet, weiterhin Nutzung als Verwaltungsgebäude, 1945 zerstört, Ruine bis 1950 beräumt.     |
|      | Neues Rathaus                   | Dr.-Külz-Ring 10 (Lage)          | 1910             | heute: „Rathaus Dresden“, Sitz von Dresdens Stadtrat und Oberbürgermeister sowie der meisten Beigeordneten |
|      | Neustädter Rathaus              | Hauptstraße (Lage)               | 1754             | früher gelegentlich auch „Neustädtisches Rathaus“ genannt, 1945 zerstört, Ruine abgetragen. Der Ratskeller blieb erhalten und wurde in die Wohnnutzung ab 1984 mit einbezogen als Teil einer Gaststätte. |
|      | Rathaus Blasewitz               | Naumannstraße 5/7 (Lage)         | 1876             | 1851 als Schulhaus der Gemeinde errichtet. Nach Schulneubau Nutzung als Gemeindeverwaltung ab 1876, mehrere Um- und Anbauten in den Folgejahren (1890, 1904). Plastik der durch Schiller verewigten Johanne Justine Renner, die „Gustel von Blasewitz“, an der Fassade angebracht. Nach der Eingemeindung 1921 weiterhin als Verwaltungssitz genutzt, vor 1990 zuletzt für den „Stadtbezirk Ost“. Seit 1991 Sitz des Stadtbezirksamtes (bis 2018: Ortsamt) Blasewitz.                                                                            |
|      | Rathaus Briesnitz               | ehemals Altbriesnitz 3           | 1900             | 2. Rathaus, Gebäude ca. 1966 abgebrochen, heute Freifläche (die heutige Adresse Altbriesnitz 3 ist nicht mit der Adresse des Rathauses identisch). 1. Rathaus (1900–1905, heutige Gottfried-Keller-Str. 2) ist Wohnhaus. |
|      | Rathaus Bühlau                  | Bühlauer Landstraße 130 (Lage)   | 1899             | 1899 bis 1921 als Gemeindeamt der selbständigen Gemeinde Bühlau im Nordosten von Dresden, anschließend bis 1945 Verwaltungsnutzung. Seit 1947 Zweigstelle der Stadtbibliothek, seit der Sanierung ein Wohnhaus mit Einrichtungen des Gesundheitswesens. |
|      | Rathaus Coschütz                | Windbergstraße 22 (Lage)         | 1903             | Nutzung als Verwaltung bis in die 1950er Jahre, Ratskeller 1949 geschlossen (Wiedereröffnung 1955 als „Klub der Volkssolidarität“), heute private Kindertagesstätte, Gebäude ab den 1950er Jahren als Außenstelle der Poliklinik Süd, heute Ärztehaus |
|      | Rathaus Cossebaude              | Dresdner Straße 11 a (Lage)      | offen            | |
|      | Rathaus Cotta                   | Lübecker Straße 121 (Lage)       | 1901             | Bis zur Eingemeindung 1903 Verwaltung von Cotta, danach bis 1950 Verwaltung des Stadtbezirks Dresden-Cotta, danach bis 1991 Stadtbezirk Dresden-West. Seit 1991 Sitz des Stadtbezirksamtes (bis 2018: Ortsamt) Cotta. |
|      | Rathaus Dobritz                 | vormals: Pirnaer Straße 8        | offen            | Eingemeindung 1921 |
|      | Rathaus Dölzschen               | Pesterwitzer Straße 9            | offen            | Eingemeindung 1945, heutige Adresse wäre Wurgwitzer Str. 9 – Gebäude nicht mehr vorhanden. |
|      | Rathaus Gittersee               | Karlsruher Straße 96 (Lage)      | 1890             | Bis zur Eingemeindung 1945 Verwaltung von Gittersee, danach bis 1993 Nutzung durch die Stadtsparkasse Dresden, z. T. mit Wohnungen. Nach wechselvoller Sanierungsgeschichte seit 2007 Wohnhaus. |
|      | Rathaus Gohlis                  | Gartenstraße 66 (Lage)           | offen            | um 1939 Gartenstraße 29, vorher Südstraße 18 (seit 1897), Eingemeindung 1997, angegeben ist heutige Adresse |
|      | Rathaus Gompitz                 | vormals: Moritzburger Straße 17  | offen            | Eingemeindung 1999 |
|      | Rathaus Gostritz                | Strehlener Straße 10             | offen            | Eingemeindung 1921 |
|      | Rathaus Großluga                | Lugaer Straße 108 (Lage)         | 1898             | Eingemeindung 1950 |
|      | Rathaus Großzschachwitz         | Schulstraße 15                   | offen            | Eingemeindung 1950 |
|      | Rathaus Hosterwitz              | Van-Gogh-Straße 15 (Lage)        | 1911             | Eingemeindung 1950 |
|      | Rathaus Kaditz                  | Riegelplatz 8 (Lage)             | 1901             | lediglich das Hinterhaus des geplanten Rathauses wurde 1898–1901 gebaut, das eigentliche Rathaus bis heute nicht |
|      | Rathaus Kaitz                   | Boderitzer Straße 92/94          | offen            | Zwei Gebäude, Eingemeindung 1921 |
|      | Rathaus Kemnitz                 | vormals: Bahnstraße 8            | offen            | Eingemeindung 1921 |
|      | Rathaus Kleinzschachwitz        | Hosterwitzer Str. 2 (Lage)       | 1902             | 2. Rathaus von Kleinzschachwitz bis zur Eingemeindung 1921, danach Nutzung als Postgebäude mit Wohnungen bis 1993, seit Sanierung 2000 reines Wohngebäude. |
|      | Rathaus Klotzsche               | Kieler Straße 52 (Lage)          | 1907             | Rathaus von Klotzsche bis zur Eingemeindung 1950, danach Nutzung für verschiedene Verwaltungen bis 1992, seitdem Sitz des Stadtbezirksamtes (bis 2018: Ortsamt) Klotzsche. |
|      | Rathaus Langebrück              | Schillerstr. 7                   | offen            | 3. Rathaus, ab 1917 genutzt, vorher andere Adressen, ab 1900 Hauptstraße 1, Eingemeindung 1999 |
|      | Rathaus Laubegast               | Österreicher Str. 37 (Lage)      | 1881             | 1901 aus einem Wohnhaus mit Fassadenaufwertung umgebaut, als Rathaus genutzt bis Eingemeindung 1921, Sparkasse verblieb im Erdgeschoss des Gebäudes, Sanierung 2009/2010 als Wohnhaus. |
|      | Rathaus Leuben                  | Hertzstraße 23 (Lage)            | 1901             | Bis zur Eingemeindung 1921 Gemeindeverwaltung von Leuben, Wohnungen in den Obergeschossen. Ab 1933 auch Außenstelle der Gestapo. Nach 1945 Auffangstelle für Bombengeschädigte, später auch Tuberkulosestation und Mütterberatungsstelle, später polizeiliche Meldestelle und Wohnungsverwaltung. Seit 1998 Sitz des gleichnamigen Stadtbezirksamtes (bis 2018: Ortsamt). |
|      | Rathaus Leubnitz-Neuostra       | Klosterteichplatz 4 (Lage)       | 1904             | Bis zur Eingemeindung 1921 Gemeindeverwaltung von Leubnitz-Neuostra, Wohnungen in den Obergeschossen. Ab 1993 Nutzung durch die Stadtsparkasse Dresden, z. T. mit Wohnungen, Filiale und Beratungsräume in Erd- und 1. Obergeschoss. |
|      | Rathaus Lockwitz                | Am Plan 1 (Lage)                 | offen            | 2. Rathaus (Gemeindeamt), 1. Gemeindeamt in Altlockwitz 33. Genauer Nutzungsbeginn unklar, spätester Zeitpunkt 1919. Nach Eingemeindung 1930 und Sanierung 1993 heute Wohnhaus und Filiale der Sparkasse. |
|      | Rathaus Löbtau                  | Tharandter Str. 33 (Lage)        | 1898             | Rathaus von Löbtau bis zur Eingemeindung 1903, danach Stadthaus. Um 1940 Filiale der städtischen Sparkasse, Stadtamt, Steueramt, Jugend- und Fürsorgeamt, Mütterberatungsstelle. 1945 zerstört, nicht wieder aufgebaut. Im Nebengebäude nach Polizeiwache um 1940 Gaswache und Gasinspektion West. Erhalten. Heute Nutzung als Jugend- und Freizeiteinrichtung. |
|      | Rathaus Loschwitz               | Grundstraße 1–3 (Lage)           | 1885             | Eingemeindung 1921, Abbruch des ursprünglichen Gebäudeensembles mit Ausnahme des Bräustübels 1994/95, Neubau als Ortsamt (seit 2018: Stadtbezirksamt) Loschwitz bis 1998. |
|      | Rathaus Meußlitz                | vormals: Louisenallee 23         | offen            | Eingemeindung 1950 |
|      | Rathaus Mickten                 | Scharfenberger Str. 2 (Lage)     | 1898             | Als Schulhaus 1874 errichtet, 1898 zum Rathaus umgebaut, Eingemeindung 1903, Umbau zum Wohnhaus, nach Sanierung in den 1990er Jahren verblieb es bei der Wohnnutzung. |
|      | Rathaus Mobschatz               | Cossebauder Straße 5             | 1939             | Eingemeindung 1999, Wohnhaus. |
|      | Rathaus Mockritz                | Münzmeisterstraße 42 (Lage)      | vor 1899         | Eingemeindung 1921, Wohnhaus. |
|      | Rathaus Nieder-Gorbitz          | vormals: Wilsdruffer Str. 9      | offen            | Wilsdruffer Straße heute Teil der Kesselsdorfer Straße. Eingemeindung 1921, Wohnhaus. |
|      | Rathaus Niederpoyritz           | Pillnitzer Landstraße 197 (Lage) | 1900             | Umbau eines Wohnhauses, Eingemeindung 1950, danach Sparkasse, seit 2001 Wohnhaus. |
|      | Rathaus Niedersedlitz           | Sosaer Str. 11 (Lage)            | 1902             | Bis zur Eingemeindung 1950 Gemeindeverwaltung von Niedersedlitz, Wohnungen in den Obergeschossen, nach dem Ersten Weltkrieg auch AOK Niedersedlitz und Feuerwache. Nach Eingemeindung zeitweise Möbellager und Gastarbeiterunterkunft. 1993 Erwerb durch die Stadtsparkasse Dresden und Sanierung für eigene Zwecke. |
|      | Rathaus Omsewitz                | Gompitzer Straße 1               | offen            | Eingemeindung 1930. |
|      | Rathaus Pieschen                | Bürgerstraße 63 (Lage)           | 1891             | Rathaus von Pieschen bis zur Eingemeindung 1903, 1898 mit Feuerwehr, nach Eingemeindung weitere Nutzung als Verwaltung, 1926 Ausbau des Südflügels für die Feuerwehr. Bis zum Ende der DDR Verwaltungssitz des Stadtbezirks Dresden-Nord mit Einwohneramt und Polizeimeldestelle, in den 1950er Jahren Auszug der Feuerwehr. Von 1990 bis 1994 grundhafte Sanierung, wird als Stadtbezirksamt (bis 2018: Ortsamt) Pieschen und Bürgerbüro genutzt, das Hintergebäude wurde zu Beginn des neuen Jahrtausends zur Zweigstelle der Stadtbibliothek. |
|      | Rathaus Pillnitz                | Am Rathaus 1 (Lage)              | 1891             | Gebäude von 1879, 1924 zum Rathaus umgebaut. Bis Eingemeindung 1950 als Verwaltung genutzt. Anschließend an die Stadtsparkasse Dresden, deren Nachfolgerin, die Ostsächsische Sparkasse Dresden, das Gebäude im Erdgeschoss noch heute für eine Filiale nutzt. Obergeschosse: Wohnungen. |
|      | Rathaus Plauen                  | Nöthnitzer Straße 2 (Lage)       | 1894             | Bis zur Eingemeindung 1903 Verwaltung von Plauen, danach Meldestelle, Standesamt, Polizei, Volksbibliothek (1907–1931), Sparkasse (bis 2013), nach 1945 Auszug der Verwaltung, Nutzung als Hort und Schulgebäude bis 1990, danach Sanierung, seit Mai 1996 Sitz des Stadtbezirksamtes (bis 2018: Ortsamt) Plauen. |
|      | Rathaus Rähnitz-Hellerau        | Ludwig-Kossuth-Straße 61 (Lage)  | 1924             | Architekt: Gustav Lüdecke; Eingemeindung 1950, Anfang der 1990er Jahre abgebrochen. Heutiger Neubau mit dieser Adresse ohne Bezug dazu. |
|      | Rathaus Rochwitz                | Tännichtstraße 4 (Lage)          | offen            | eingemietet bis zur Eingemeindung 1921. Gebäude heute Pension. |
|      | Rathaus Stetzsch                | Am Urnenfeld 23 (Lage)           | 1903             | Eingemeindung 1921, Verwaltungsbereich ebenfalls zu Wohnungen umgebaut. Nahezu im Originalzustand erhalten. |
|      | Rathaus Striesen                | Tittmannstraße 21 (Lage)         | 1875             | Eingemeindung 1892, 1945 ausgebrannt, Ruine nach 1948 beräumt. |
|      | Rathaus Tolkewitz               | Marienberger Str. 86 (Lage)      | 1874             | Bild zeigt 3. Rathaus von Tolkewitz (Nutzung 1905–1912 als Gemeindeverwaltung), danach Postgebäude (bis 1927) und Polizeirevier. Nach 1945 Wohnnutzung, erste Sanierung 1968, 1999 umfassende Sanierung, Wohnhaus. Das 1. Rathaus (1874–1902, Alttolkewitz 14) und das 2. Rathaus (1902–1905, Marienberger Str. 69/71) sind beide erhalten und werden nach Sanierung in den 1990er Jahren als Wohnhaus genutzt. |
|      | Rathaus Trachau                 | Wilder-Mann-Straße 3–5 (Lage)    | 1900             | südlicher Teil des Doppelhauses immer Wohnhaus. Nördlicher Teil Rathaus bis Eingemeindung 1903, danach Stadthaus. 1950–1993 Außenstelle der Poliklinik Mickten. Nach anschließendem Leerstand bis 2008 Umbau zu einem Wohnhaus. |
|      | Rathaus Wachwitz                | Altwachwitz 9 (Lage)             | 1901             | bis zur Eingemeindung 1930 Gemeindeverwaltung, ab 1906 auch Volksbibliothek, nach Eingemeindung Sparkasse und Melde- und Standesamt, danach Postgebäude (1931–1991). Heute Wohnhaus. |
|      | Rathaus Weißer Hirsch           | Bautzner Landstraße 17 (Lage)    | 1894             | 2. Rathaus, nach der Eingemeindung 1921 Städtische Kurverwaltung und Sparkasse (letztere bis 2008), ab 1939 Wirtschaftsamt bis in die 1950er Jahre, danach Wohnungen. Seit der Sanierung 2011/2012 Ärztehaus. Das 1. Rathaus (1894–1905, Luboldtstraße 24) ebenfalls heute ein reines Wohnhaus. |
|      | Rathaus Weixdorf                | Weixdorfer Rathausplatz 2 (Lage) | offen            | 1928 in Lausa erbaut und bis 1998 Verwaltung der Gemeinde Weixdorf, nach Eingemeindung seit 1999 örtliche Verwaltungsstelle der Ortschaft Weixdorf |
|      | Rathaus Wilschdorf              | Keulenbergstraße 41 (Lage)       | offen            | vor der Eingemeindung: Dresdner Straße 41, 3. Rathaus (Gemeindeamt), seit 1925 bis zur Eingemeindung 1950. Vorher bis 1922 Hauptstraße 5 heute: Altwilschdorf 5), 1922–1950 Hauptstraße 1 (heute: Altwilschdorf 1). |
|      | Rathaus Zschieren               | vormals: Carolastraße 54         | offen            | 2. Rathaus (Gemeindeamt), so 1939 erwähnt, bis zur Eingemeindung 1950. Vorher 1897 erwähnt: Carolastraße 25. |
|      | Stadtbezirksrathaus Dresden-Süd | Fritz-Foerster-Platz 2 (Lage)    | 1957             | Als Büro- und Wohngebäude 1910 errichtet, ab 1957 Verwaltungssitz des Stadtbezirkes Dresden-Süd (die weiteren Dresdner Stadtbezirke ab 1957 hatten alle ihren Sitz in ehemaligen Rathäusern), ab 1990 zunächst Ortsamt Südvorstadt, nach Rückgabe an die Alteigentümer Umzug des Ortsamtes in das Rathaus Plauen (mit Umbenennung). Heute Bürogebäude. |
|      | Stadthaus Annenstraße           | Annenstraße 9 (Lage)             | 1895             | Eckgebäude Annenstraße/Am See (auf dem Bild links) im Stil der Neorenaissance, Erdgeschoss Geschäfte, Dachgeschoss Wohnungen. Drei Etagen Verwaltung, Verkauf 1931 an die DREWAG, 1945 zerstört, bei Großflächenentrümmerung beräumt. Heute Parkplatz und Grünfläche. |
|      | Stadthaus An der Kreuzkirche    | An der Kreuzkirche 9 (Lage)      | 1912             | von Hans Erlwein, im Erdgeschoss dreiachsig, sonst fünfachsig mit Erlwein-typischen Fassadenelementen. Erdgeschoss Geschäfte, Obergeschosse Vollstreckungsamt, Dach nicht ausgebaut. 1945 zerstört, bei Großflächenentrümmerung beräumt, Grundstück in den 2000er Jahren mit Hotel überbaut. War stilistisches Vorbild für die Altmarktbebauung in den 1950er Jahren. |
|      | Stadthaus Friedrichstadt        | Löbtauer Straße 2 (Lage)         | 1908             | Bis 1945 Wohlfahrts- und der Sicherheitspolizei sowie Filiale der Stadtsparkasse untergebracht, in den Obergeschossen Wohnungen. Hintergebäude Kanalreinigungsinspektion und Laternenwärterwache. 1945 linker Giebel zerstört und nicht wiederhergestellt. Fleischverkaufsstelle des Konsums, in den Obergeschossen Wohnungen und eine Arztpraxis. Hinterhaus 1985 abgerissen, Hauptgebäude wenig später aus baupolizeilichen Gründen gesperrt. Mitte der 1990er Jahre an private Investoren verkauft und 2022 saniert.                          |
|      | Stadthaus Johannstadt           | Güntzplatz 5 (Lage)              | 1914             | Stadtsteueramt, Versicherungsamt und Wohlfahrtsamt sowie die Straßenmeisterei. Nach Zerstörungen 1945 nur barockisierende Fassade, dahinter Innenbau von 1997. Heute Hauptsitz der Ostsächsischen Sparkasse Dresden. |
|      | Stadthaus Königstraße           | Königstraße 14 (Lage)            | 1903             | Um 1860 mit Elementen des Barocks und der Renaissance errichtet, 1903 umgebaut für Verwaltung (Steuer- und Standesamt, Ratsvollstreckungsamt), 1927 Innensanierung, 1945 zerstört und Grundstück beräumt. Parkplatznutzung. Auf dem Grundstück Hotelneubau aus den 1990er Jahren. |
|      | Stadthaus Striesen              | Wartburgstraße 23 (Lage)         | 1875             | In der Literatur sogenanntes 2. Rathaus von Striesen (Nutzung 1907–1945). Nach 1945 Wohnnutzung, zunehmend Firmennutzung. 2010 Sanierung als reines Wohnhaus. |
|      | Stadthaus Theaterstraße         | Theaterstr. 11/13 (Lage)         | 1923             | Verwaltungsräume der Stadt, nach 1945 rekonstruiert, Sitz des Stadtbezirkes Mitte bis 1991, seitdem Sitz des Stadtbezirksamts (bis 2018: Ortsamt) Altstadt. 1923–1997 Hauptsitz der Städtischen Bibliotheken. |
|      | Kulturrathaus                   | Königstraße 15 (Lage)            | 1994             | 1824–1826 erbaut, 1860 um rückwärtiges Saalgebäude ergänzt, als Bach’sche Säle zunächst gastronomisch genutzt, 1879–1945 Domizil der Gesellschaft Neustädter Casino, Saalbau 1950 verändert, Nutzung bis ca. 1966 unbekannt, Sitz des 1966 gegründeten Technischen Museums Dresden bis 1988, 1992–1994 Sanierung als Kulturrathaus (Sitz des Amtes für Kultur und Denkmalschutz sowie der/des Beigeordneten für Kultur), weitere Umbauten 2002–2004, öffentlich nutzbare Säle, Stadtratssitzungen während der Sanierung des Neuen Rathauses      |

## Ortsteile nachweisbar ohne Rathaus oder Stadthaus, im Einzelfall ohne jede eigene Verwaltungsstelle
- Albertstadt (eigenständiger Gutsbezirk, keine eigene Verwaltung)
- Dresdner Heide (keine eigenständige Verwaltung)
- Hellerau (keine eigenständige Verwaltung, das zugehörige Rathaus hieß Rähnitz-Hellerau)
- Hellerberge
- Leipziger Vorstadt
- Neudorf
- Pirnaische Vorstadt
- Radeberger Vorstadt
- Seevorstadt